# Politica Norvegiei
Norvegia este o monarhie constituțională cu un sistem de guvernare parlamentar.
Casa regală provine din familia princiară Glücksburg, din regiunea Schleswig-Holstein din Germania. Atribuțiile regelui Harald V sunt în mare ceremoniale, dar el este important ca simbol al unității naționale. Deși constituția din 1814 acordă puteri executive importante regelui, acestea sunt aproape întotdeauna exercitate prin intermediul Consiliului de Stat în numele regelui. Puterea extraordinară învestită în monarhie de constituție este totuși importantă, monarhia având un rol important în domeniul securității statului, ultima oară în timpul celui de-al Doilea Război Mondial. Consiliul de stat este format din primul ministru și miniștrii săi, numiți formal de către rege. Guvernul trebuie să fie confirmat de Parlament iar numirea de către rege este o formalitate.
Parlamentul Norvegiei, Stortinget, are în prezent 169 de membri, aleși din cele 19 județe pentru un mandat de patru ani, în conformitate cu un  sistem de reprezentare proporțională.
Justiția este compusă din Curtea Supremă, Høyesterett, curți de apel, districtuale și orășenești.
Pentru a forma un guvern, mai mult de jumătate (10 din 19 membri) din Consiliului de Stat trebuie să aparțină de Biserica Norvegiei.

## Dezvoltarea constituțională
Constituția norvegiană, semnată de către Adunarea Eidsvoll la 17 mai 1814, a transformat Norvegia  dintr-o monarhie absolută într-o monarhie constituțională. Constituția din 1814 a acordat drepturi cum ar fi libertatea de exprimare și a statului de drept. Modificări importante includ: 
• 1814-11-04: Constituția a fost modificata pentru a se forma o uniune personală cu regele Suediei. 
• 1851: Interzicerea constituțională a admiterii evreilor- ridicată. 
• 1884: Parlamentarismul a evoluat încă din 1884 și presupune că guvernul nu trebuie să aibă parlamentul împotriva sa (o lipsa de neîncredere, dar nu au nevoie de sprijinul său expres), și că numirea de către rege este o formalitate atunci când există o majoritate parlamentară clară. Această regulă parlamentară are statut de obicei constituțional. Toate legile noi sunt trecute și toate guvernele formate noi sunt, prin urmare, de jure de către Rege, deși nu de facto. După alegeri, dacă în nici un rezultat nu e majoritate clară, atunci regele numește noul guvern de facto. 
• 1887: Interzicerea ordinelor monahale- ridicată. 
• 1898: Stabilirea votului universal masculin. 
• 1905: Uniunea cu Suedia dizolvată. 
• 1913: Stabilirea votului universal. 
• 1956: Libertatea religioasa formalizată. Interzicerea iezuiților- ridicată. 
• 2004: Dispoziții noi privind libertatea de exprimare, care să înlocuiască vechea lege.
2007: a scos vechiul sistem de divizare în Odelsting și Lagting (va intra în vigoare după alegerile generale 2009). Modificări la Curtea de acuzare.

## Ramura executivă
| Deținătorii funcțiilor              | Deținătorii funcțiilor            | Deținătorii funcțiilor                                    | Deținătorii funcțiilor    |
| Funcție                             | Nume                              | Partid                                                    | Data începerii mandatului |
| ----------------------------------- | --------------------------------- | --------------------------------------------------------- | ------------------------- |
| Lista cu monarhi din Norvegia       | Harald al V-lea al Norvegiei      |                                                           | 17 ianuarie 1991          |
| Prințul moștenitor                  | Haakon Magnus, Prințul moștenitor |                                                           |                           |
| Lista cu Prim Miniștri din Norvegia | Jens Stoltenberg                  | Partidul Muncitoresc Norvegian                            | 17 octombrie 2005         |
| Alte partide guvernamentale         |                                   | (Partidul Socialist de Stânga, Partidul central(Norvegia) | 17 octombrie 2005         |

Norvegia este o monarhie constituțională, în cazul în care Regele reprezintă  puterea simbolică. Casa regală este o ramură a familiei princiare de Glücksburg, originar din landul Schleswig-Holstein a Germaniei.Funcțiile regelui Harald al V sunt, în principal, ceremoniale.dar el are influență ca simbol al unității naționale. Deși constituția din 1814 oferă puteri executive importante regelui, acestea sunt întotdeauna exercitate de Consiliul de Stat în numele regelui (Consiliul regelui, sau de guvern). Regele este, de asemenea,  Mare Protector al Bisericii din Norvegia (biserica de stat), Marele Maestru al Ordinului Regal Norvegian Sf. Olav și Comandant Suprem simbolic al forțelor armate norvegiene. 
Consiliul de Stat este în mod formal convocat de către monarh. Consiliul de Stat constă din primul-ministru și consiliul lui, oficial numit de către rege. Parlamentarismul a evoluat încă din 1884 și presupune că guvernul nu trebuie să aibă parlamentul împotriva sa, și că numirea de către rege este o formalitate. Consiliul trebuie să aibă încredere în corpul legislativ norvegian, cunoscut sub numele de Storting. În practică, monarhul va cere liderului unui bloc parlamentar care are o majoritate în Storting să formeze un guvern. După alegeri fără o majoritate clară a vreunui partid sau coaliții, liderul partidului cel mai probabil să fie în măsură să formeze un guvern este numit prim-ministru. După al Doilea Război Mondial, majoritatea guvernelor non-socialiste au fost coaliții, și guvernele Partidul Muncitoresc s-au bazat adesea pe sprijinul altor partide să-și păstreze voturile necesare parlamentare. 
Alegerile au loc de obicei în prima zi de luni din luna Septembrie.
Ramura executivă este împărțită în următoarele ministere: 
- Primul Ministru al Norvegiei (Statsministerens kontor)
- Ministerul Agriculturii și Alimentației (Landbruks- og matdepartementet)
- Ministerul Copiilor și Egalității (Barne- og likestillingsdepartementet)
- Ministerul Culturii și Afacerilor Bisericii (Kultur- og kirkedepartementet)
- Ministerul Apărării (Forsvarsdepartementet)
- Ministerul Educației și Cercetării (Kunnskapsdepartementet)
- Ministerul Mediului Înconjurător (Miljøverndepartementet)
- Ministerul Finanțelor (Finansdepartementet)
- Ministerul Afacerilor de Coastă (Fiskeri- og kystdepartementet)
- Ministerul Afacerilor Externe (Utenriksdepartementet)
- Ministerul Reformei și Administrării Guvernului (Fornyings- og administrasjonsdepartementet)
- Ministerul Sănătății și a Serviciilor de Îngrijire a Bolnavilor (Helse- og omsorgsdepartementet)
- Ministerul Justiției și a Poliției (Justis- og politidepartementet)
- Ministerul Muncii și a Integrării Sociale (Arbeids- og inkluderingsdepartementet)
- Ministerul Guvernelor Locale și a Dezvoltării Regionale (Kommunal- og regionaldepartementet)
- Ministerul Petrolului și a Energiei (Olje- og energidepartementet)
- Ministerul Comerțului și a Industriei (Nærings- og handelsdepartementet)
- Ministerul Transportului și a Comunicațiilor (Samferdselsdepartementet)

### Guvernele din perioada 1935-1981
Partidul Muncitoresc a fost cel mai mare partid din Parlament încă de la alegerile din 1927, până la recentele alegeri din 2009. Acest partid a format primul guvern minoritar în 1928, care a durat timp de doar 18 zile. După alegerile din 1935, Partidul Muncitoresc a format un nou guvern minoritar, care a trebuit să meargă în exil în perioada 1940–1945, din cauza ocupației germane a Norvegiei. După o scurtă guvernare de uniune națională ca urmare a capitulării germane în 1945, Partidul Muncitoresc a câștigat majoritatea locurilor în Parlament în primele alegeri postbelice din 1945. 
Norvegia a fost condusă de guverne ale Partidului Muncitoresc în perioada 1945–1981, cu excepția a trei perioade (1963, 1965-1971, și 1972–1973). Partidul Muncitoresc a deținut majoritatea în Storting între 1945–1961. De atunci, niciun partid nu a format singur un guvern majoritar, prin urmare, minoritățile și guvernele de coaliție au fost regula. După ce guvernul de centru-dreapta Willoch a pierdut majoritatea în alegerile parlamentare din 1985, nu au existat guverne majoritare în Norvegia, până când a fost format al doilea guvern Stoltenberg după alegerile din 2005. 

### Guvernele din perioada 1981–2005
Din 1981 până în 1997, s-a alternat între guverne minoritare ale Partidului Muncitoresc și guvernele Partidului Conservator de centru-dreapta. Guvernele de centru-dreapta au câștigat puterea în 3 din 4 alegeri în această perioadă (1981, 1985, 1989), în timp ce guvernele Partidului Muncitoresc au fost răsturnate de două ori între alegeri (1986, 1990) și au rămas la putere după un singur scrutin (1993). Alegerile au loc în septembrie și schimbarea guvernelor în luna octombrie a anilor electorali. 
Liderul conservator Kåre Willoch a format un guvern minoritar după alegerile din 1981. În 1983, la jumătatea distanței dintre alegeri, acest guvern a fost extins pentru o majoritate a coaliției de trei: Partidul Conservator, Partidul de Centru și Partidul Creștin-Democrat. La alegerile din 1985 coaliția a pierdut majoritatea, dar a rămas în funcție până în 1986, când a demisionat după ce a pierdut un vot parlamentar din cauza prețurilor la combustibili.
Gro Harlem Brundtland, care a condus o perioadă de timp Partidul Muncitoresc, a ocupat trei perioade postul de prim-ministru. Prima perioadă-scurtă: din februarie 1981 până la alegerile din același an, apoi din mai 1986 la alegerile din 1989, și ultima din noiembrie 1990 până în octombrie 1996, când s-a hotărât să iasă din politica internă. Brundtland a influențat puternic politica norvegiană și societatea în această perioadă și a fost numit „mama națională”.
După alegerile din 1989 a fost formată o coaliție de centru-dreapta cu aceleași trei partide ca în 1983-1986, de această dată în frunte cu liderul conservator Jan P. Syse. Această coaliție a guvernat din 1989 până în noiembrie 1990, când acesta s-a prăbușit din interior din cauza problemei aderării Norvegiei la Spațiul Economic European. 
Când Brundtland a abdicat în 1996, liderul Partidului Muncitoresc Thorbjørn Jagland a format un nou guvern laburist care a rămas în funcție până în octombrie 1997, când, după alegerile din septembrie 1997, a declarat că guvernul său va renunța deoarece Partidul Muncitoresc nu a reușit să câștige cel puțin 36,9% din voturi la nivel național—procentul pe care l-a câștigat în alegerile din 1993. 
O coaliție de trei partide minoritare: Partidul de Centru, Partidul Creștin-Democrat, și Partidul Liberal, în frunte cu prim-ministrul creștin-democrat Kjell Magne Bondevik, a intrat în funcție în octombrie 1997. Guvernul a căzut în martie 2000 din cauza problemei cu plantele ce produc gaze naturale, opunându-se lui Bondevik care susținea impactul acestora asupra schimbărilor climatice. 
Jens Stoltenberg din Partidul Muncitoresc, protejatul lui Brundtland, a preluat într-un guvern minoritar Partidul Muncitoresc, dar a pierdut puterea în alegerile din septembrie 2001 când Partidul Muncii a avut cel mai slab rezultat de după primul război mondial 
Bondevik a devenit din nou prim-ministru în 2001, de data aceasta în calitate de șef al unei coaliții minoritare a Conservatorilor, a Creștin-Democraților  și a Liberalilor, coaliție bazată pe sprijinul Partidului Progresist. Acest guvern a fost primul care a reușit să rămână în funcție timp de un mandat complet de patru ani, după guvernul de coaliție Per Borten din 1965-1969.

### Guvernul din perioada 2005-2009
O coaliție între Partidul Muncitoresc, Partidul Socialist-Stânga și Partidul de Centru, a preluat guvernul din 17 octombrie 2005, după alegerile generale 2005, în cazul în care această alternativă, așa-numită roșu-verde, a obținut o majoritate de 87 din 169 de locuri în Storting. 
Această coaliție a fost o premieră în mai multe aspecte: a fost prima dată când Stânga socialistă a intrat în guvern; prima dată când Partidul Muncii a intrat într-un guvern de coaliție, după guvernul de uniune națională din 1945 (altfel a format mereu singur guvernul), și prima dată când a intrat în guvern Partidul de Centru, împreună cu partidele socialiste (altfel, acesta era mereu în coaliție cu partidele conservatoare și/sau de centru).

### Rezultatele alegerilor din 2009
În urma alegerilor din 14 septembrie, laburiștii au obținut 64 mandate în Storting, iar împreună cu aliații lor dețin o majoritate foarte strânsă de 86 locuri din totalul de 169. Opoziția a obținut 83 de mandate, iar Partidul Progresist 40.
Premierul laburist al Norvegiei, Jens Stoltenberg, a anunțat că va proceda, după prezentarea proiectului de buget pe 2010, la o remaniere a guvernului sau de coaliție.

## Parlamentul

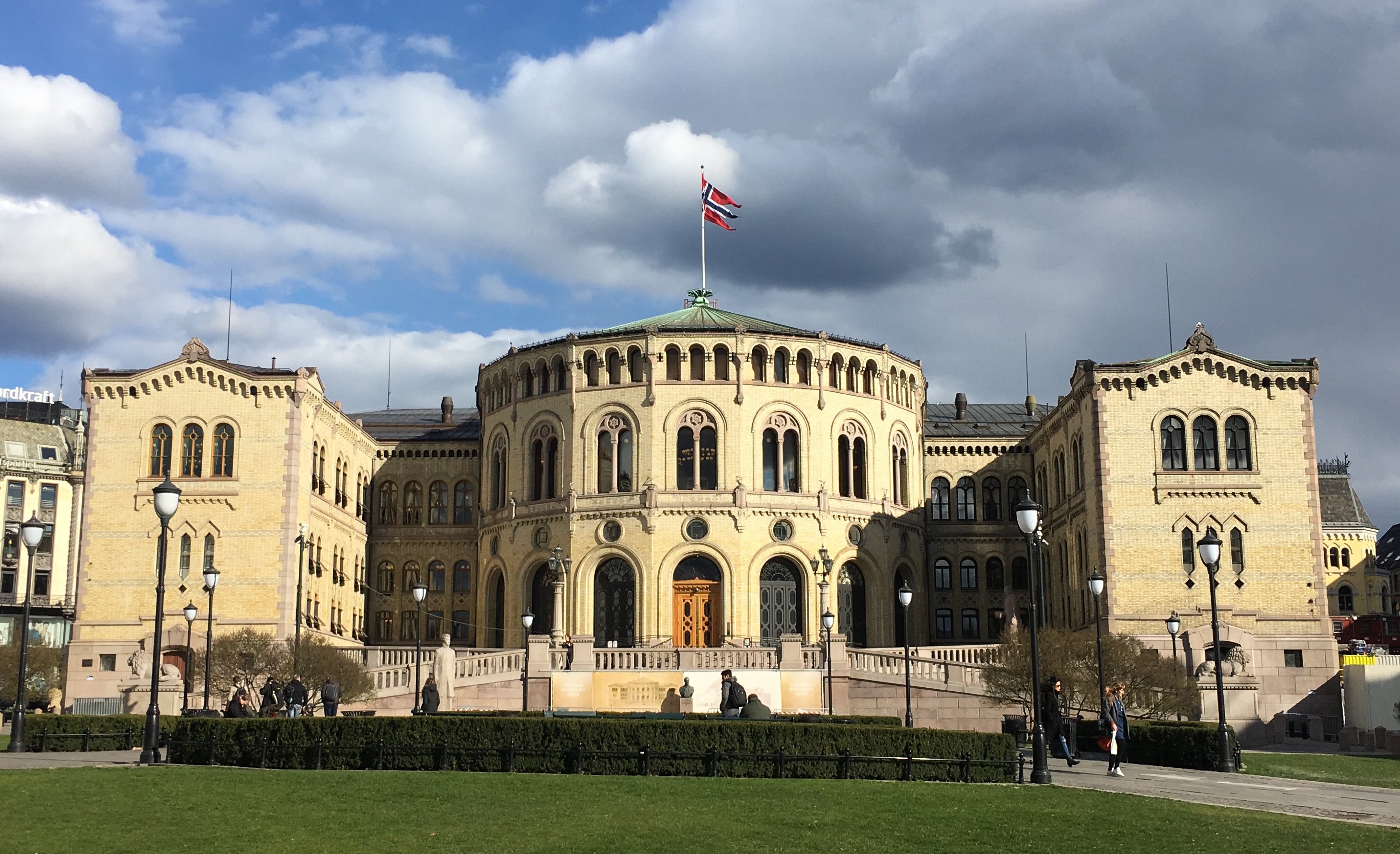
Stortinget, Oslo

Norvegia are un Parlament unicameral, Stortingul („Marele Consiliu”), cu membri aleși prin votul poporului pentru 4 ani (perioadă în care nu poate fi dizolvat) cu reprezentare proporțională. Drept de vot au persoanele care au împlinit sau împlinesc 18 ani în anul în care are loc scrutinul.
Stortingul are în 2010 160 de membri și are ca singur scop adoptarea legilor. Membrii sunt aleși din 19 fylker pentru 4 ani potrivit unui sistem de reprezentare proporțională. Până în 2009, Stortingul era un parlament bicameral, cele două camere fiind denumite Odelsting și Lagting. Legile sunt propuse de Guvern printr-un membru al consiliului de stat sau printr-un membru al Odelstingului și aprobate de Odelsting și de Lagting, sau, în cazul dezacordului repetat, de camerele reunite ale Stortingului. În zilele noastre, Lagting rareori obiectează la legile adoptate de Odelsting și în general doar avizează decizia acestuia. Ĩn februarie 2007, Storting-ul a aprobat un amendament constituțional pentru a anula diviziunea Parlamentului, fapt care a făcut sa dispară Lagting-ul la alegerile din 2009.